# محمدقاسم خان والی

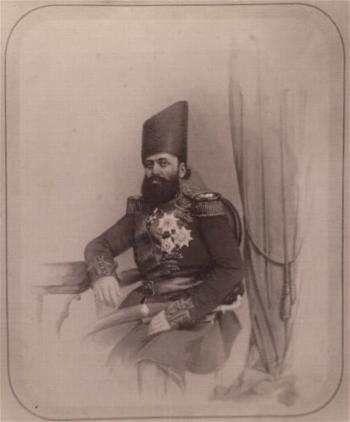
محمدقاسم خان والی، وزیرمختار ایران در روسیه

محمدقاسم خان والی (درگذشتهٔ ۱۲۵۱/۱/۲ شمسی) سفیر ایران در روسیه و حاکم گیلان بود.
قاسم خان، پسر دوستعلی خان معیرالممالک و نوه حسنعلی‌بیگ بسطامی بود که اصالتاً از روستای ابرسج شهر بسطام بودند. او توسط برادرش حسینعلی خان معیرالممالک وارد دستگاه دولت شد و مورد توجه محمدشاه و سپس ناصرالدین‌شاه قرار گرفت. در ۱۲۷۱ ناصرالدین‌شاه او را به کنسولگری تفلیس گماشت و پس از مدتی به همراه عباسقلی خان نوری برای تهنیت جلوس تزار الکساندر دوم به روسیه فرستاد. قاسم خان پس از بازگشت عباسقلی خان نخست به سمت وزیر مقیم و سپس وزیرمختار در روسیه ماند. او پس از بازگشت از روسیه به پاس خدماتش نشان اقدس دریافت کرد که مهم‌ترین نشان امتیاز در آن دوران بود. سپس به حکومت گیلان منصوب شد و در زمانی که ظل السلطان والی اصفهان و فارس بود، به سمت پیشکاری حکومت فارس را در دست گرفت و نظم و امنیت را به آن منطقه بازگرداند.
قاسم خان والی ذوق آشپزی داشت و غذایی که امروز به میرزاقاسمی معروف است، از ابداعات اوست که به نام وی نیز نام‌گذاری شده است. او این غذا را پس از بازگشت از سنت پترزبورگ در سال ۱۸۶۰ میلادی و به هنگام حکومتش در رشت ابداع کرد.